# Paul Patriarche
Pour les articles homonymes, voir Patriarche.
Paul Patriarche est un homme politique français né le 19 novembre 1934 à Bastia (Corse) et mort le 9 août 2019 à Aix-en-Provence .
Il est député français pour la deuxième circonscription de la Haute-Corse de 1997 à 2002, élu à l'Assemblée de Corse de 1982 à 2003 et au Conseil général de la Haute-Corse de 1986 à 1997.

## Biographie
Paul Patriarche est né le 19 novembre 1934 à Bastia en Haute-Corse.

### Carrière universitaire
Il a fait l'essentiel de sa carrière dans l'Éducation nationale, où il a notamment été Secrétaire général de l'université Méditerranée Aix-Marseille II à Marseille. Sa carrière administrative a débuté en 1956 au lycée de sa ville natale, Bastia, avant de se poursuivre entre 1956 et 1964 à Besançon et Sartène. De 1964 à 1976, il a successivement été chargé de la direction et de la gestion de la résidence universitaire Saint Jérôme à Marseille, puis du campus de Luminy. En 1973, il participe activement à Marseille aux manifestations contre les boues rouges de la Montedison, allant même jusqu'à entamer une grève de la faim. De 1976 à 1984, il occupe le poste de gestionnaire, puis de secrétaire général de la faculté de Médecine et d'odontologie de Marseille. En 1984, il est nommé conseiller de l’administration universitaire, avant de devenir Secrétaire général de l’université d'Aix-Marseille en 1986. Il quitte ses fonctions à l'université le 15 janvier 1995 pour prendre sa retraite.

### Carrière politique
Son premier poste électif été à Novella (Haute-Corse), dont il a été maire de 1983 à 2014.
Il a siègé à l'Assemblée de Corse de 1982 à 2003, dont il a été vice président, ainsi qu'au Conseil général de la Haute-Corse de 1986 à 1997, dont il a été conseiller exécutif chargé de l’Économie et des Finances et premier Président de l'Agence de développement économique de la Corse (ADEC).
Après une tentative non réussie aux legislatives de 1993 contre Pierre Pasquini, Paul Patriarche a été élu député pour la deuxième circonscription de la Haute-Corse à l'Assemblée nationale pour la XI législature (du 1er juin 1997 au 18 juin 2002), où il siégeait en tant que apparenté Démocratie libérale (parti politique).
Lors des élections législatives de 2002, il est battu par Paul Giacobbi du Parti radical de gauche  et se met en retrait de la vie politique nationale et régionale, se consacrant essentiellement à la mairie de Novella, son village natal, jusqu'à 2014.
Sa dernière intervention publique date de juin 2017 quand il a été interviewé avec Nicolas Alfonsi pour un article sur Corse Matin.

### Famille
Paul Patriarche est divorcé, remarié et père de trois enfants de son premier mariage (Jean-Paul, feu Jean-Pierre, Vannina).